# O Terceiro Tiro
The Trouble with Harry (bra/prt: O Terceiro Tiro) é um filme estado-unidense de 1955, do gênero humor negro, dirigido por Alfred Hitchcock. O roteiro, escrito por John Michael Hayes, foi baseado no romance homônimo de 1949 escrito por Jack Trevor Story. O filme é estrelado por Edmund Gwenn e John Forsythe; Jerry Mathers e Shirley MacLaine, em seu primeiro papel no cinema. O Terceiro Tiro foi lançado nos Estados Unidos em 03 de outubro de 1955, e posteriormente re-lançado em 1984, após os direitos de distribuição terem sido adquiridos pela Universal Pictures.
A ação em O Terceiro Tiro ocorre durante um ensolarado outono no interior do estado de Vermont, Estados Unidos. A folhagem de outono e as belas paisagens ao redor do vilarejo, bem como a musica leve de Bernard Herrmann, dão um tom idílico. A história é sobre como os moradores de um pequeno vilarejo de Vermont reagem quando o cadáver de um homem chamado Harry é encontrado na encosta de uma colina. O filme, no entanto, não é um mistério de assassinato; é essencialmente uma comédia romântica com toques de suspense, em que o cadáver serve como um MacGuffin. Quatro moradores do vilarejo acabam trabalhando em conjunto para resolver o problema do que fazer com Harry. No processo, os dois mais novos (um artista e uma jovem da qual seu marido é o cadáver) se apaixonam e se tornam um casal, prestes a se casar. Os dois residentes mais velhos (um capitão e uma solteirona) também se apaixonam.

## Sinopse
Os peculiares, mas pés-no-chão, residentes do pequeno vilarejo de Highwater, Vermont, são confrontados com o fresco cadáver de Harry Worp (Philip Truex), o qual apareceu inconvenientemente na encosta acima da cidade. O problema de quem é essa pessoa, quem foi o responsável por sua súbita morte, e o que deve ser feito com o corpo é "o problema com Harry", tradução do título em inglês (The Trouble with Harry).
Três dos principais personagens do filme acreditam que ele ou ela é a pessoa que matou Harry. O Capitão Wiles (Edmund Gwenn) tem certeza de que matou o homem com um tiro perdido de seu rifle, enquanto caçava, até que é mostrado que na verdade ele matou um coelho. Jennifer Rogers (Shirley MacLaine), ex-esposa de Harry, acredita ter matado o então marido, pois ela o golpeou com força com uma garrafa de leite. A senhorita Gravely (Mildred Natwick) também acredita estar convicta que o homem morreu depois de um golpe com o salto de sua bota de montanhismo quando ele se jogou sobre ela saindo dos arbustos (ainda se recuperando do golpe recebido das mãos de Jennifer). Sam Marlowe (John Forsythe), um artista atraente e não-conformista, tem a mente aberta sobre todo o evento, e está preparado para ajudar seus amigos e vizinhos em qualquer maneira que puder. De qualquer forma, ninguém está nem um pouco chateado com a morte de Harry.
No entanto, os personagens principais torcem para que o corpo não chegue ao conhecimento das "autoridades", na forma do frio e mal humorado Xerife Calvin Wiggs (Royal Dano), que é pago por cada prisão que faz. Os personagens principais têm de enterrar o corpo e, em seguida, desenterrá-lo de novo várias vezes ao longo do dia. Eles, então, escondem o corpo em uma banheira antes de finalmente colocarem-no de volta na colina onde ele primeiro apareceu, a fim de fazer parecer que ele recém fora descoberto.
Finalmente descobre-se que Harry morreu de causas naturais; nenhum golpe sujo estivera envolvido. Enquanto isso, Sam e Jennifer se apaixonaram e desejam se casar, e o Capitão e Srta. Gravely também se tornam um casal. Sam conseguiu vender todos os seus quadros para um milionário que estava passando pelo vilarejo, mas Sam se recusa a aceitar dinheiro e, em vez disso, solicita alguns simples presentes para os seus amigos e para si mesmo.

## Elenco
| Ator/Atriz       | Personagem             |
| ---------------- | ---------------------- |
| Edmund Gwenn     | Albert Wiles           |
| John Forsythe    | Sam Marlowe            |
| Shirley MacLaine | Jennifer Rogers        |
| Mildred Natwick  | Senhorita Ivy Gravely  |
| Mildred Dunnock  | Sra. Wiggs             |
| Jerry Mathers    | Arnie Rogers           |
| Royal Dano       | Xerife Calvin Wiggs    |
| Parker Fennelly  | O milionário           |
| Barry Macollum   | Mendigo                |
| Dwight Marfield  | Dr. Greenbow           |
| Philip Truex     | Harry Worp (o cadáver) |

## Produção

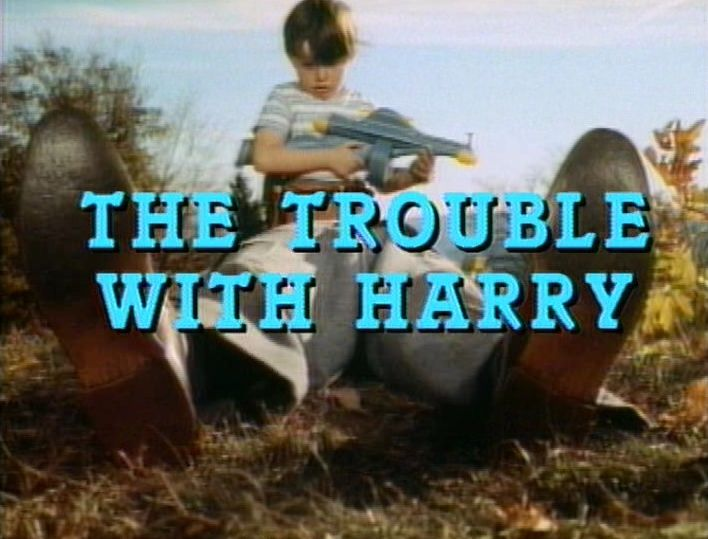
Cena do título no trailer do filme mostra a descoberta de Harry por Arnie (Jerry Mathers).

O filme foi uma das poucas comédias de Hitchcock (embora a maioria de seus filmes tenha tido algum elemento de comédia ou humor macabro); no entanto, foi uma decepção de bilheteria. O filme também continha o que era, para a época, um diálogo franco. Um exemplo disso é quando o personagem de John Forsythe descaradamente diz à personagem de MacLaine que ele gostaria de pintar um retrato nu dela. A declaração foi explícita em comparação com outros filmes contemporâneos.
Os direitos do filme foram revertidos para Hitchcock após seu lançamento inicial. Ele ficou indisponível por cerca de 30 anos, fora uma exibição no programa Saturday Night at the Movies da rede de televisão NBC, no início da década 1960. Após longas negociações com os representantes de Hitchcock, a Universal finalmente o relançou em 1984, juntamente com quatro outros títulos, incluindo Rear Window e Vertigo que por sua vez levaram as versões em VHS e, eventualmente, em DVD e Blu-ray ao mercado de home video.
O local das filmagens primariamente ocorreu em Craftsbury, Vermont. Pressupondo que a cidade estaria no auge de sua folhagem, a companhia apareceu para fazer as tomadas ao ar livre em 27 de setembro de 1954. Para o choque dos realizadores, não havia praticamente nenhuma folhagem restante; para obter um efeito completo, folhas foram coladas às árvores. Várias cenas do filme tiveram de ser rodadas em um ginásio escolar alugado por causa da chuva persistente. No ginásio, uma câmera de 226 kg caiu de uma grande altura e por pouco não atingiu Hitchcock, e o som da chuva no telhado do ginásio exigiu extensa re-gravação na pós-produção. Outros locais incluíram Morrisville e Barre, com as gravações durando até dezembro daquele ano. A estreia mundial do filme também ocorrera em Vermont, com os lucros sendo doados às vítimas de uma recente inundação.
Embora o filme tenha sido um fracasso financeiro  nos EUA, ele foi exibido por um ano na Inglaterra e em Roma, na Itália e por um ano e meio na França. Detalhes completos sobre o making of do filme estão no livro de Steven DeRosa Writing with Hitchcock.
A aparição de Alfred Hitchcock é uma ocorrência na maioria de seus filmes. Em The Trouble with Harry, ele pode ser visto aos 21 minutos do filme,quando ele passa caminhando por uma limusine estacionada, enquanto um idoso olha as pinturas que estão à venda na banca na beira da estrada. O cadáver, Harry Worp, foi interpretado por Philip Truex (1911-2008), filho do ator Ernest Truex.
No entanto, "O Terceiro Tiro" com o passar do tempo encontrou-se entre os clássicos filmes do cinema, alcançando status de cult.

## Trilha musical
The Trouble with Harry é tido como um marco na carreira de Hitchcock, uma vez que marca a primeira de várias colaborações altamente elogiadas com o compositor Bernard Herrmann. Em uma entrevista para o The New York Times em 18 de junho de 1971, Hitchcock afirmou que esta trilha musical era a sua favorita de todos os seus filmes. Herrmann regravou um novo arranjo dos destaques da trilha do filme para a Phase 4 Stereo, com Herrmann chamando o arranjo de Um Retrato de Hitch.
Uma canção cantada pelo personagem de John Forsythe, "Flaggin' the Train to Tuscaloosa", foi escrita por Raymond Scott. Forsythe não é o cantor, no entanto.
Um single caça-níquel, feito só para ganhar dinheiro às custas do filme, intitulado "The Trouble with Harry" de Ross Bagdasarian, Sr., usando o pseudônimo de "Alfi & Harry", foi lançado no início de 1956. Nos EUA a canção alcançou a posição #44 na parada da Billboard; no Reino Unido, chegou ao número 15. Fora o título, a gravação não tinha qualquer ligação com o filme.

### Regravação de 1998
Originalmente lançado em 3 de outubro de 1955, a trilha sonora original foi regravada em 1998 e lançada em CD no mesmo ano, sob o selo Varèse Sarabande. Toda a música original, composta por Bernard Herrmann, foi regravada no City Halls, Glasgow, Escócia, em 29 de abril de 1998, tocada pela Orquestra Nacional Real Escocesa, sob a regência de Joel McNeely.
A re-gravação foi originalmente lançada em CD no Reino Unido em 27 de julho de 1998, e nos Estados Unidos em 6 de Outubro de 1998. Mais tarde, foi re-lançada no Reino Unido em 16 de maio de 2014, e nos E.U.A em 21 de julho de 2014.

### Lista de faixas
Toda a música foi composta por Bernard Herrmann, conduzida por Joel McNeely e tocada pela Orquestra Nacional Real Escocesa.
| The Trouble With Harry (1998 Re-recording) Soundtrack |                       |         |  |
| N.º                                                   | Título                | Duração |  |
| 1.                                                    | "Overture"            | 1:24    |  |
| 2.                                                    | "Autumn"              | 0:54    |  |
| 3.                                                    | "The Murder"          | 0:56    |  |
| 4.                                                    | "The Captain"         | 1:44    |  |
| 5.                                                    | "The Body"            | 1:24    |  |
| 6.                                                    | "Miss Gravely's Test" | 0:38    |  |
| 7.                                                    | "Jennifer"            | 0:53    |  |
| 8.                                                    | "The Doctor"          | 1:01    |  |
| 9.                                                    | "The Tramp"           | 1:37    |  |
| 10.                                                   | "The Cup"             | 1:04    |  |
| 11.                                                   | "Autumn Afternoon"    | 0:52    |  |
| 12.                                                   | "The Sketch"          | 1:51    |  |
| 13.                                                   | "The Doctor's Return" | 1:09    |  |
| 14.                                                   | "The Police"          | 0:47    |  |
| 15.                                                   | "The Country Road"    | 0:53    |  |
| 16.                                                   | "Tea Time"            | 1:40    |  |
| 17.                                                   | "The Burial"          | 1:27    |  |
| 18.                                                   | "Waltz Macabre"       | 1:24    |  |
| 19.                                                   | "Waltz Reprise"       | 0:42    |  |
| 20.                                                   | "Valse Lent"          | 2:21    |  |
| 21.                                                   | "Miss Gravely Digs"   | 0:37    |  |
| 22.                                                   | "Homebodies"          | 1:29    |  |
| 23.                                                   | "The Closet"          | 0:25    |  |
| 24.                                                   | "Harvest Eve"         | 0:45    |  |
| 25.                                                   | "The Phantom Coach"   | 1:09    |  |
| 26.                                                   | "The Walk"            | 0:37    |  |
| 27.                                                   | "The Wish"            | 0:40    |  |
| 28.                                                   | "Proposal"            | 1:13    |  |
| 29.                                                   | "Suspicion"           | 1:01    |  |
| 30.                                                   | "Porch Talk"          | 1:05    |  |
| 31.                                                   | "Duo"                 | 1:25    |  |
| 32.                                                   | "Ostinato"            | 1:05    |  |
| 33.                                                   | "Encore"              | 0:47    |  |
| 34.                                                   | "Cortege"             | 0:49    |  |
| 35.                                                   | "Slumber"             | 0:31    |  |
| 36.                                                   | "Afterbeats"          | 0:42    |  |
| 37.                                                   | "The Bathtub"         | 0:40    |  |
| 38.                                                   | "Confession"          | 0:50    |  |
| 39.                                                   | "The Solution"        | 0:54    |  |
| 40.                                                   | "Finale"              | 1:45    |  |
| Duração total:                                        | Duração total:        | 99:00   |  |